# Михайловка (Коростенский район)
Миха́йловка (укр. Михайлівка) — село на Украине, основано в 1793 году, находится в Коростенской городской общине Житомирской области.
Код КОАТУУ — 1822383801. Население по переписи 2001 года составляет 1197 человек. Почтовый индекс — 11554. Телефонный код — 4142. Занимает площадь 3,193 км².